# 和田山車站
和田山車站（日语：／ Wadayama eki */?）是一位於日本兵庫縣朝來市和田山町、隸屬於西日本旅客鐵道（JR西日本）的鐵路車站。和田山是朝來市（2005年時由朝來郡下轄的生野町、和田山町、山東町、朝來町合併而成，朝來郡則在設市之後廢除）的主要代表車站，由於是近畿至中國地方主要幹線──山陰本線──與地方支線播但線的交會車站，因此行駛於山陰本線上的特急列車都會在該站停靠。

## 車站結構
島式2面4線的地面車站，跨站式站房。站舍與車站大樓共構，2樓為閘口。此外各月台以跨線天橋連絡。

### 月台配置
| 月台 | 路線     | 方向   | 目的地                 | 備註                                    |
| ---- | -------- | ------ | ---------------------- | --------------------------------------- |
| 1    | 山陰本線 | 上行   | 福知山、京都、大阪方向 | 一部分的普通列車於4號月台               |
| 2    | 山陰本線 | 下行   | 豐岡、城崎溫泉方向     | 特急「濱風」與一部分的普通列車於4號月台 |
| 4、5 | 播但線   | 播但線 | 寺前、姬路方向         | 特急「濱風」於4號月台                   |

## 使用情況
根據「兵庫縣統計書」，2016年（平成28年）度1日平均上車人次為693人。
近年的1日平均上車人次如下表。
| 年度   | 1日平均 上車人次 |
| ------ | ---------------- |
| 1998年 | 1,024            |
| 1999年 | 971              |
| 2000年 | 951              |
| 2001年 | 910              |
| 2002年 | 912              |
| 2003年 | 891              |
| 2004年 | 861              |
| 2005年 | 843              |
| 2006年 | 823              |
| 2007年 | 813              |
| 2008年 | 791              |
| 2009年 | 747              |
| 2010年 | 744              |
| 2011年 | 754              |
| 2012年 | 758              |
| 2013年 | 756              |
| 2014年 | 709              |
| 2015年 | 705              |
| 2016年 | 693              |

## 历史
- 1906年（明治39年）4月1日 - 以山陽鐵道所屬車站的身份開始營業，同時提供客運與貨運服務。
- 1906年（明治39年）12月1日 - 根據鐵道國有法進行國有化，而成為日本國有鐵道所擁有的車站。
- 1908年（明治40年）7月1日 - 本站與八鹿間的路線通車。
- 1911年（明治43年）10月25日 - 福知山至本站間的路線通車。
- 1982年（昭和57年）10月3日 - 貨運服務停辦。
- 1987年（昭和62年）4月1日 - 日本國鐵分割民營化，和田山車站的所有權劃分由JR西日本繼承。

## 相鄰車站
西日本旅客鐵道
 山陰本線
- 特急「東方白鸛」「城崎」「濱風」停車站

■快速、■普通
梁瀨－和田山－養父
 播但線
- 特急「濱風」停車站

■快速、■普通（快速至生野站為止各站停車）
竹田－和田山

## 外部連結
- 和田山｜車站資訊：JR出門網 - 西日本旅客鐵道

35°20′28″N 134°51′7″E / 35.34111°N 134.85194°E